# Johannes Schröder (Vizeadmiral)
Johannes Schröder (* 22. Mai 1858 in Berlin; † 1933) war ein deutscher Vizeadmiral der Kaiserlichen Marine.

## Leben
Johannes Schröder trat am 17. April 1875 in die Norddeutsche Marine ein und wurde mit Patent vom 14. Juni 1877 Seekadett. Nachdem er ab September 1883 als Lehrer für Schiffsjungen gedient hatte, wurde er am 13. November 1883 zum Leutnant zur See befördert. Am 7. April 1891 zum Kapitänleutnant befördert, war er 1892 als Erster Offizier auf der Bussard. Mitte April 1894 kam er in gleicher Position auf die Pelikan.
Von September 1895 bis August 1897 war er Kommandant der Otter. In dieser Position wurde er zum Korvettenkapitän befördert.
Nach der erneuten Indienststellung am 1. Oktober 1897 wurde er Kommandant der Wolf. Im Februar 1899 wurde er von Kapitänleutnant Eugen Weber als Kommandant abgelöst.
Am 11. Mai 1903 übernahm er das Kommando über die Hansa und wurde in dieser Position zum Kapitän zur See befördert. Am 15. Juni 1904 gab er das Kommando ab.
Von Oktober 1906 bis September 1907 war er Kommandant der Kaiser Wilhelm II.
Am 22. März 1911 erhielt er den Charakter als Vizeadmiral verliehen.
Ab August 1914 war er Kommandant der Befestigung der Wesermündung in Geestemünde.